# Glenkinchie
Glenkinchie — марка односолодового шотландского виски.

## История
Винокурня основана в 1837 году братьями Рейт, фермерами, специализировавшимися на выращивании и обработке ячменя. В 80-е годы 19 века её купил и перестроил консорциум эдинбургских торговцев виски и производителей блендов.
Glenkinchie стала одним из основателей SMD и вместе с нею вошла в состав DCL в 1925 году. Управление винокурней было передано компании John Haig & Co.

## Источник
http://www.discovering-distilleries.com/Glenkinchie/glenkinchie